# Dofblauwe vliegenvanger
De dofblauwe vliegenvanger (Bradornis comitatus, synoniem: Muscicapa comitata) is een vogelsoort uit de familie Muscicapidae (vliegenvangers).

## Verspreiding en leefgebied
Deze soort komt voor in westelijk en centraal Afrika en telt drie ondersoorten:
- Bradornis comitatus aximensis: van Sierra Leone tot Nigeria.
- Bradornis comitatus camerunensis: Mount Cameroon (zuidwestelijk Kameroen).
- Bradornis comitatus comitatus: van Kameroen tot zuidwestelijk Soedan, Oeganda, Congo-Kinshasa en Angola.